# Calliopum tripodium
Calliopum tripodium är en tvåvingeart som beskrevs av Miguel Carles-Tolrá 2001.
Calliopum tripodium ingår i släktet Calliopum och familjen lövflugor. Artens utbredningsområde är Andorra. Inga underarter finns listade i Catalogue of Life.